# Multicyde
Multicyde er en Hip Hop/Soul-gruppe fra Oslo i Norge.

## Diskografi
- The Claptrap (1998)[1]
- Multicydal (1999)[2]
- Multiplicity (2001)[3]